# Earl Ingarfield senior
Earl Thompson Ingarfield senior (* 25. Oktober 1934 in Lethbridge, Alberta) ist ein ehemaliger kanadischer Eishockeyspieler und -trainer. Der Center bestritt zwischen 1958 und 1971 über 700 Spiele für die New York Rangers, Pittsburgh Penguins und Oakland/California Golden Seals in der National Hockey League. Anschließend war er in der NHL als Cheftrainer kurzzeitig für die New York Islanders tätig.

## Karriere

### Als Spieler
Earl Ingarfield spielte in seiner Jugend für die Medicine Hat Tigers sowie die Lethbridge Native Sons aus seiner Heimatstadt in der Western Canada Junior Hockey League (WCJHL). Nachdem er mit den Native Sons bereits 1953 teilgenommen hatte, erreichte er mit den Regina Pats das Endspiel des Memorial Cups 1955, unterlag dort allerdings den Toronto Marlboros. Zur Saison 1955/56 wechselte er fest zu den Saskatoon Quakers in die Western Hockey League und somit in den Profibereich, nachdem er im Jahr zuvor bereits zwei WHL-Partien für die Vancouver Canucks absolviert hatte. In der Folge verbrachte der Angreifer drei Jahre in der WHL, wobei er zwei Spielzeiten bei den Winnipeg Warriors auflief und für das Team in der Saison 1957/58 auf 80 Scorerpunkte in 64 Spielen kam.
Mit dieser Leistung empfahl sich Ingarfield für die National Hockey League (NHL), sodass er 1958 von den New York Rangers verpflichtet wurde. Nach spärlichen Einsatzzeiten zu Beginn und einer halben Spielzeit bei den Cleveland Barons in der American Hockey League (AHL) etablierte er sich schließlich mit Beginn der Saison 1960/61 im NHL-Aufgebot der Rangers. Im Jahr darauf verzeichnete der Mittelstürmer mit 57 Punkten aus 70 Partien seinen Karriere-Bestwert, bevor er im Laufe der folgenden Spielzeiten über 500 Spiele für die „Broadway Blueshirts“ bestritt. Im Juni 1965 wurde er samt Noel Price, Gord Labossiere, Dave McComb und einer finanziellen Gegenleistung an die Canadiens de Montréal abgegeben, die im Gegenzug Cesare Maniago und Garry Peters nach New York schickten. Nur einen Tag kehrte er allerdings über den NHL Intra-League Draft zu den Rangers zurück.
Seine Zeit in New York endete, als er im NHL Expansion Draft 1967 von den Pittsburgh Penguins verpflichtet wurde. In deren zweiter NHL-Saison übernahm Ingarfield das Kapitänsamt von Ab McDonald, hatte dies jedoch nur bis Januar 1969 inne, als er samt Gene Ubriaco und Dick Mattiussi zu den Oakland Seals transferiert wurde. Dafür schickte das Team, das ebenso wie die Penguins erst 1967 zur Liga gestoßen war, Bryan Watson, George Swarbrick und Tracy Pratt nach Pittsburgh. Für die Seals, die ab 1970 als California Golden Seals firmierten, bestritt der Kanadier 1970/71 seine letzte Saison und beendete anschließend seine aktive Karriere. Insgesamt hatte Ingarfield 767 NHL-Spiele absolviert und dabei 422 Punkte verzeichnet.

### Als Trainer
Mit dem Ende seiner aktiven Laufbahn übernahm Ingarfield die Position des Cheftrainers bei den Regina Pats. Bereits 1973 kehrte er allerdings in die NHL zurück, als er bei den New York Islanders die Nachfolge des während der Spielzeit entlassenen Phil Goyette antrat. Das Team befand sich in seiner Debütsaison, sodass es unter Ingarfields Leitung nur 6 von 30 Spielen gewann. Er wurde in der Folge zur neuen Saison durch Al Arbour ersetzt, während er nach einem kurzen Hiatus in seine Heimatstadt zurückkehrte und von 1974 bis 1976 als Headcoach der Lethbridge Broncos tätig war. Dies markierte seine letzte Station als Trainer, sodass sich Ingarfield – bis auf eine Tätigkeit als Scout für die New York Islanders – weitgehend aus dem professionellen Eishockeysport zurückzog.

## Karrierestatistik

### Spielerstatistik
(Legende zur Spielerstatistik: Sp oder GP = absolvierte Spiele; T oder G = erzielte Tore; V oder A = erzielte Assists; Pkt oder Pts = erzielte Scorerpunkte; SM oder PIM = erhaltene Strafminuten; +/− = Plus/Minus-Bilanz; PP = erzielte Überzahltore; SH = erzielte Unterzahltore; GW = erzielte Siegtore; 1 Play-downs/Relegation; Kursiv: Statistik nicht vollständig)

### NHL-Trainerstatistik
(Legende zur Trainerstatistik: Sp oder GC = Spiele insgesamt; W oder S = erzielte Siege; L oder N = erzielte Niederlagen; T oder U = erzielte Unentschieden; OTL oder OTN = erzielte Niederlagen nach Overtime oder Shootout; Pts oder Pkt = erzielte Punkte; Pts% oder Pkt% = Punktquote; Win% = Siegquote; Resultat = erreichte Runde in den Play-offs)

## Persönliches
Sein Namenszusatz senior unterscheidet ihn von seinem Sohn, Earl Ingarfield junior, der ebenfalls in der NHL aktiv war.